# Mittelweserregion
Die Mittelweser-Region umfasst im ursprünglichen Sinne das an der Mittelweser gelegene Gebiet zwischen den Städten Minden und Bremen. Sie gehört zu den Bundesländern Nordrhein-Westfalen, Niedersachsen und Bremen. Häufig ist, auch wegen der getrennten politischen Entwicklung der drei Bundesländer und wegen des vor wenigen Jahren in Niedersachsen gegründeten Fremdenverkehrsverbandes (siehe unten) jedoch nur der niedersächsische Anteil mit dieser Bezeichnung gemeint. Der niedersächsische Anteil der Mittelweserregion bildet das geografische Zentrum dieses Bundeslandes. Zentren der Mittelweserregion sind die Städte Minden, Nienburg/Weser, Verden (Aller), im äußersten Norden übt das außerhalb Niedersachsens gelegene Bremen für sein niedersächsisches Umland eine wichtige Zentrumsfunktion aus.

## Landschaft
Die Mittelweser-Region besteht aus Flachland, zu beiden Seiten der Weser und ihrer Zuflüsse befinden sich weite Marsch-, Geest- und Moorlandschaften mit ursprünglich gebliebenen Wäldern. Weite Teile des Gebietes werden landwirtschaftlich genutzt. Der südliche Teil der Mittelweser-Region gehört zum Mittleren Wesertal, an das sich nördlich das Urstromtal der Aller anschließt. Nördlich der Weser zwischen Verden und Achim erstreckt sich die zum Naturraum Stader Geest gehörende Achim-Verdener Geest.

## Bevölkerung, Sprache und historische Territorien
Die Region gehörte zum Siedlungsgebiet des westgermanischen Stammes der Sachsen. Größere Bevölkerungsdurchmischungen und -zuzüge hat es fast nur infolge der Bevölkerungsverschiebungen nach dem Zweiten Weltkrieg und durch den Zuzug von Spätaussiedlern gegeben. Die Niederdeutsche Sprache (Nordniedersächsisch) ist noch relativ weit verbreitet.
Historisch gehörte das Mittelwesergebiet in Teilen zum Bistum Verden, Bistum Minden, dem Vereinigten Herzogtum  Bremen-Verden, zu den Grafschaften Hoya und Wölpe und später den Königreichen Hannover und Preußen. Thedinghausen war eine Exklave des Herzogtums Braunschweig.

## Wirtschaft
Die Mittelweserregion gilt mit Ausnahme der direkt an Bremen grenzenden Ortschaften als strukturschwache und landwirtschaftlich geprägte Region, die für ihren Spargel bekannt ist. Verden (Aller) gilt als Zentrum der Pferde- und Rinderzucht. Entlang der Weser befinden sich mehrere Kraftwerke, so beispielsweise in Petershagen-Lahde und Landesbergen.

## Verkehr
Die Region ist in infrastruktureller Hinsicht eine Durchgangsregion. So verläuft im nördlichen Bereich die Bundesautobahn 27 von Bremen nach Verden. Von Verden entlang der Weser verläuft die Bundesstraße 215 über Nienburg und Leese, wo die Weser überquert wird, bis kurz vor Minden. Zwischen Leese und Minden verläuft auf der gegenüberliegenden Weserseite die Bundesstraße 482.
Parallel zu den Bundesstraßen 215/482 verläuft die Weser-Aller-Bahn, zwischen Nienburg und Bremen verläuft die Eisenbahnhauptstrecke Bremen-Hannover. Die Mittelweser ist für die Binnenschifffahrt befahrbar. In Minden befindet sich das Wasserstraßenkreuz Minden, der gesamte Verlauf der Mittelweser ist durch Stufen, Wehre, Kanäle und Schleusen reguliert.

## Kulinarische Spezialitäten
Neben den in ganz Nordwestdeutschland vertretenen kulinarischen Spezialitäten sind besonders typisch für diese Region Fischgerichte mit Fischen aus der Weser und den Nebenflüssen (Aal, Forelle, Zander, Karpfen) sowie der Spargel, weshalb die Niedersächsische Spargelstraße hindurch führt. In Nienburg befindet sich das Niedersächsische Spargelmuseum. Aus Eystrup kommen Senf und Essig.

## Tourismusverband
Administrativ werden zur Mittelweserregion der gesamte Landkreis Nienburg/Weser sowie aus dem Landkreis Verden die Städte Achim und Verden und der Flecken Langwedel, Dörverden und die Samtgemeinde Thedinghausen, aus dem Landkreis Diepholz die Samtgemeinde Bruchhausen-Vilsen und die Gemeinde Weyhe und aus dem Kreis Minden-Lübbecke die Städte Minden und Petershagen gerechnet.
Außer der Stadt Minden und den Kreisen Verden und Minden-Lübbecke haben sich alle genannten Gebietskörperschaften als Verband zur Mittelweser-Touristik GmbH zusammengeschlossen mit der Zielsetzung einer engen Kooperation im Tourismus. Gefördert werden insbesondere der Fahrradtourismus, Wasserwandern, Reittourismus, Camping, Reisemobil, der ländliche Tourismus und Ferienstraßen wie der Weser-Radweg, die Niedersächsische Spargelstraße, die Deutsche Märchenstraße, die Deutsche Fachwerkstraße, die Niedersächsische Mühlenstraße und die Straße der Weserrenaissance. Zunehmend wird diese Kooperation auch auf andere infrastrukturelle und wirtschaftliche Aspekte erweitert.